# Eljas (kommun)
Eljas är en kommun i Spanien.   Den ligger i provinsen Provincia de Cáceres och regionen Extremadura, i den västra delen av landet, 270 km väster om huvudstaden Madrid. Antalet invånare är 980.